# Melicerita digeronimoi
Melicerita digeronimoi är en mossdjursart som beskrevs av Rosso 1992. Melicerita digeronimoi ingår i släktet Melicerita och familjen Cellariidae. Inga underarter finns listade i Catalogue of Life.